# Savoia-Marchetti SM.89
Savoia-Marchetti SM.89 byl italský těžký bitevní letoun vyvíjený za druhé světové války společností Savoia-Marchetti. Postaven byl pouze jeden prototyp.

## Vývoj

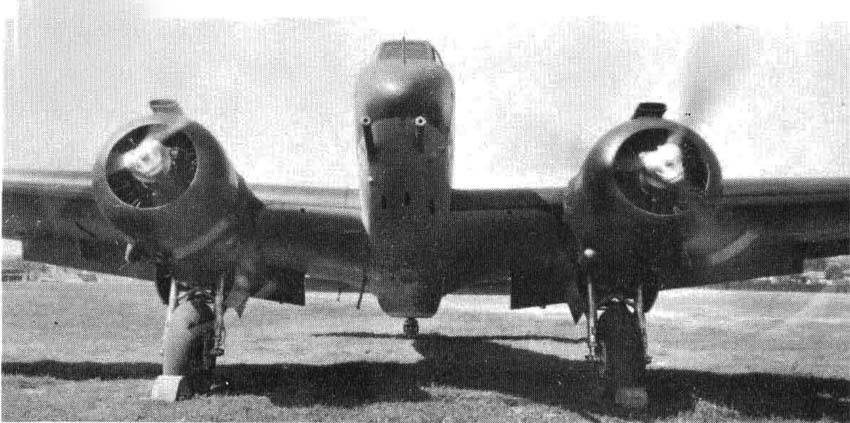
Detail přídě s výzbrojí dvou 37mm kanónů a tří 12,7mm kulometů

Zkušenosti s nasazením Regia Aeronautica na východní frontě a ve Středomoří vedly k požadavku na vývoj pancéřovaného bitevního letounu nasaditelného proti pozemním cílům a nepřátelské lodní dopravě. Bylo vyvinuto několik typů, žádný se ale nedostal do služby. Vznikla pokusná zástavba 102mm kanónů do přídě těžkého bombardéru Piaggio P.108, nebo dvoumotorový bitevní typ CANSA FC.20bis. Další bitevní letoun vyvíjela společnost Savoia-Marchetti na základě svého třímotorového středního bombardéru Savoia-Marchetti SM.84. Z něj bylo převzato křídlo a zadní část trupu za odtokovou hranou křídla (ale bez podtrupového výstupku pro střeliště). Nová byla přední část trupu se zkosenou přídí, ve které byla soustředěna úderná výzbroj 37mm kanónů a 12,7mm kulometů. Výsledný letoun tedy byl dvoumotorový. Sériové letouny měly dostat výkonnější motory Piaggio P-XV RC-35. Postaven byl jediný prototyp SM.89 (MM.533), který zalétal Guglielmo Algarotti 31. července 1942 na letišti Vergiate. Prototyp byl testován až do italské kapitulace v roce 1943. SM.89 zůstal pouze v prototypu.

## Konstrukce
Jednalo se o samonosný dolnoplošník smíšené konstrukce s dvojitými svislými ocasními plochami. Měl celodřevěné křídlo s překližkovým potahem a trup s kostrou ze svařených ocelových trubek, která měla potah z překližky a plátna. Poháněly jej dva dvouhvězdicové motory Piaggio P-XII RC-35 o výkonu 1350 k (992 kW), které roztáčely třílisté vrtule. Posádka byla tříčlenná. Zatahovací podvozek byl záďového typu. Hlavní výzbroj byla soustředěna v přídi. Tvořily ji dva 37mm kanóny a tři 12,7mm kulomety Breda-SAFAT. Pro obranu sloužily ještě dva pohyblivé 12,7mm kulomety. Posádka byla tříčlenná.

## Specifikace

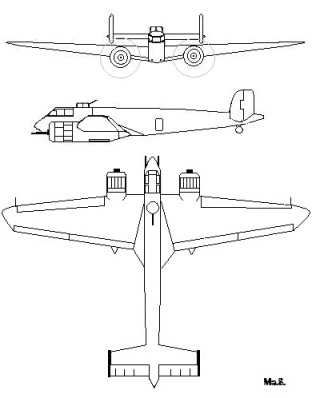
Nákres letounu SM.89

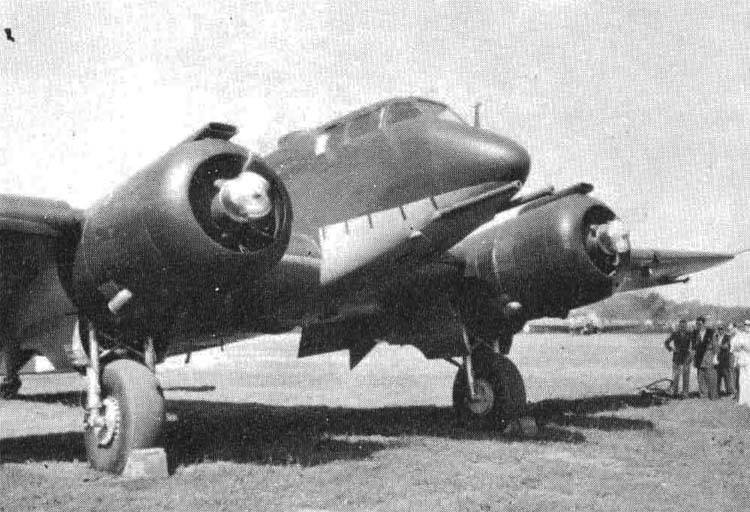
Detail přídě SM.89

- Plánované výkony sériových SM.89:[1]

### Technické údaje
- Posádka: 3
- Rozpětí: 21 m
- Délka: 16,4 m
- Výška: 4,44 m
- Nosná plocha: 60,25 m2
- Hmotnost prázdného letounu: 8900 kg
- Vzletová hmotnost : 12 650 kg
- Pohonná jednotka: 2× dvojhvězdicové osmnáctiválce Piaggio P-XII RC-35
- Výkon pohonné jednotky: 1350 k (992 kW)

### Výkony
- Maximální rychlost: 460 km/h ve výšce 5300 m
- Cestovní rychlost: 400 km/h ve výšce 6000 m
- Dolet: 1086 km
- Dostup: 7500 m

### Výzbroj
- 2× 37mm kanón
- 5× 12,7mm kulomet SAFAT